# Автошлях Т 1734
Автошля́х Т 1734 — автомобільний шлях територіального значення у Полтавській області. Проходить територією Решетилівського та Новосанжарського районів через Решетилівку — Нові Санжари — Нехворощу. Загальна довжина — 69,8 км.

## Маршрут
Автошлях проходить через такі населені пункти:
| Автошлях Т 1734       |         |
| Полтавська область    |         |
| Решетилівський район  |         |
| Решетилівка           | Н31     |
| Ганжі                 |         |
| Тури                  |         |
| Лиман Перший          |         |
| Новосанжарський район |         |
| Давидівка             |         |
| Стовбина Долина       |         |
| Шпортьки              |         |
| Судівка               |         |
| Судівка               |         |
| Лелюхівка             | E584М22 |
| Нові Санжари          |         |
| Клюсівка              |         |
| Руденківка            |         |
| Галущина Гребля       |         |
| Соколова Балка        |         |
| Нехвороща             | Т 1735  |